# Historia del uniforme del Club Deportivo Universidad Católica

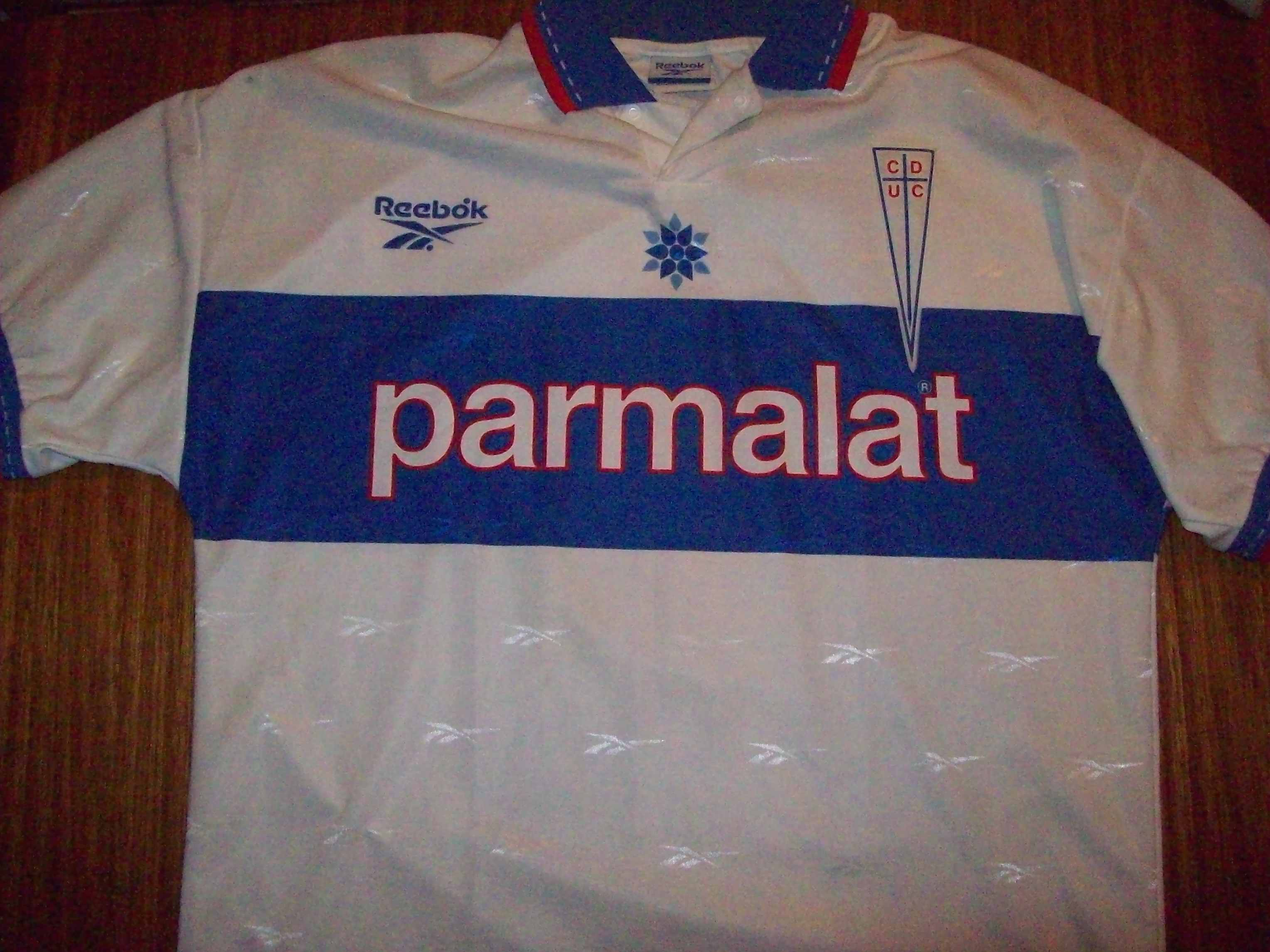
Camiseta de Universidad Católica, correspondiente a los años 1998 y 1999.

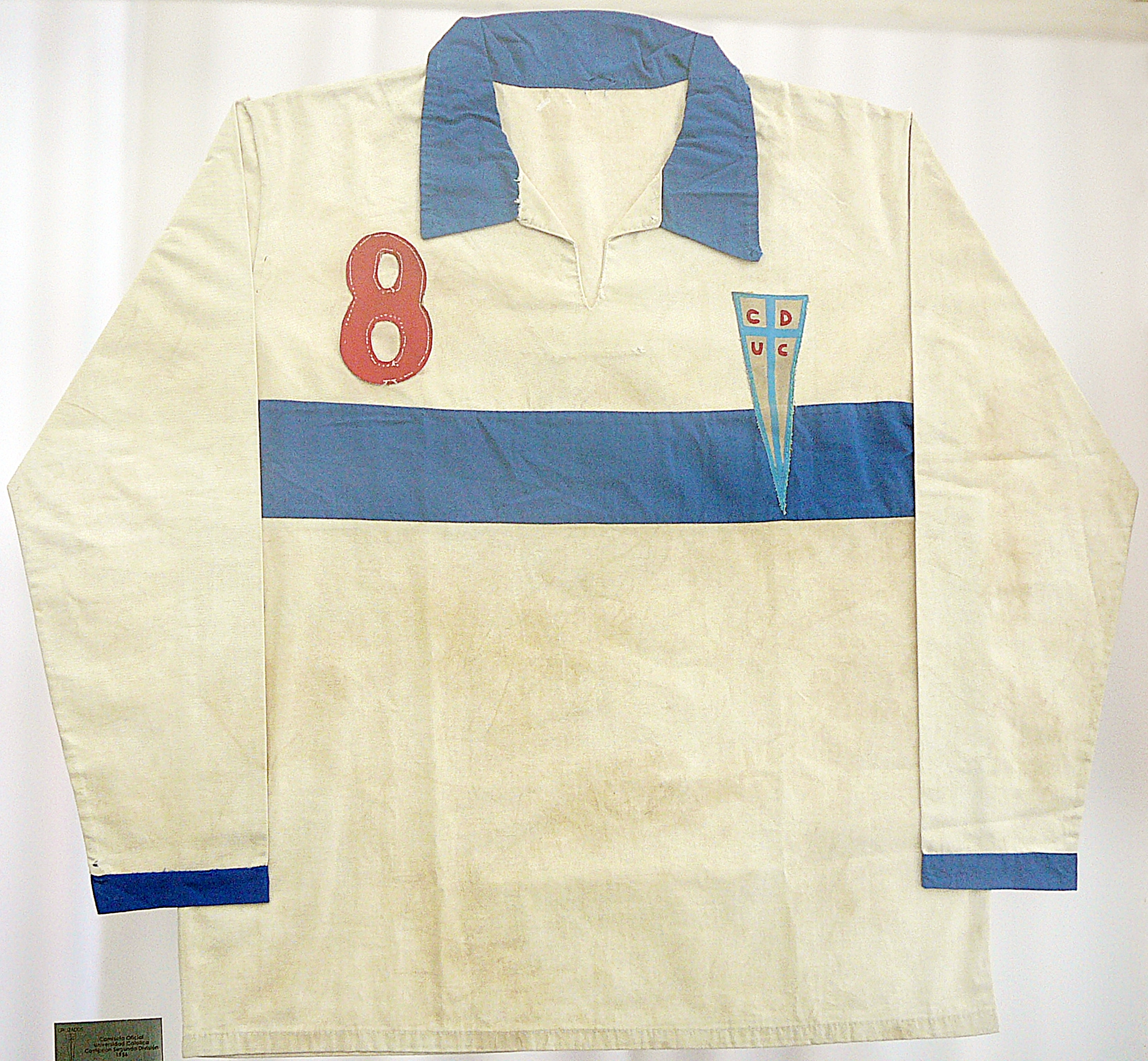
Camiseta oficial de Universidad Católica, campeón del Ascenso 1956.

El uniforme del Club Deportivo Universidad Católica es el utilizado por los jugadores del club de fútbol Universidad Católica tanto en competencias nacionales como internacionales.
La indumentaria titular histórica usada por el club consta de camiseta blanca con una franja azul, pantalón azul y medias blancas, la cual ha sufrido diferentes cambios de diseños, pero la franja azul siempre está presente en la camiseta.
La indumentaria alternativa ha tenido varios colores como diseños, predominando mayoritariamente el color rojo, aunque también ha habido camisetas de distintos tonos de azul. Actualmente se compone de camiseta azul más claro con borde de mangas color blanco, franja azul más oscuro, pantalón blanco y medias blancas.

## Historia
Los primeros antecedentes con respecto a los colores utilizados por rama de fútbol de la institución se encuentran en la disputa del Clásico Universitario del 1 de noviembre de 1909. En dicha oportunidad, si bien los datos no son concluyentes, el uniforme del equipo de la Universidad Católica habría sido de color verde.
En tanto que los colores actuales -blanco, rojo y azul- fueron adoptados el 30 de agosto de 1927, fecha de la primera fundación del Club Universidad Católica (Federación Deportiva desde 1928), ocasión en la que, en el marco de la bendición de las instalaciones del club por parte del arzobispo de Santiago, monseñor Crescente Errázuriz y con presencia del Nuncio Apostólico de Su Santidad Ettore Felice, se oficializó el pabellón de la institución, que estaba compuesto por un paño de fondo blanco, como símbolo de "la pureza inmaculada, virtud, moral y vida que se aspira a dar", con una cruz de color azul, en representación de Jesucristo y el cielo, además de la iniciales "U.C de Ch." escritas en color rojo, que buscada simbolizar a la "Sangre Divina que redime al hombre". Cabe destacar, además, que los colores escogidos concuerdan con los de la bandera de Chile, aspecto común en varios clubes de la época.
En el mismo sentido, el uniforme de Universidad Católica intentó representar los colores del pabellón y posteriormente de la insignia del club, siendo la camiseta blanca con una franja horizontal azul utilizada por primera vez frente a la Universidad de Chile en el marco de las Olimpiadas Universitarias de 1930.
Si bien los colores representaban valores de la Cristiandad, hay una clara referencia en la forma triangular del escudo a los estandartes de batalla que utilizaban los Cruzados, guerreros de las Las Cruzadas. Esta teoría se reafirma con la presencia de un Caballero en la inauguración del Estadio San Carlos de Apoquindo en 1988. La empresa Puma utiliza esa impronta en su campaña para la camiseta del 2009.

## Antecedentes
En la siguiente representación gráfica se presenta la indumentaria utilizados por la Selección Estudiantil de la Universidad Católica durante las décadas del 1920 y 1930. En ese período era conocido como «Universidad Católica Football Club».
| 1923 | 1925 | 1927 | 1930 |

## Titular
Camiseta blanca con una franja horizontal azul, pantalón azul, medias blancas con una franja con la sigla de la UC.
| 1941-43 | 1944-46 | 1947-49 | 1950-52 | 1952 | 1953 | 1954-55 | 1956-62 | 1963-65 |

| 1965 | 1966 | 1966 | 1968-71 | 1972-73 | 1975 | 1976 | 1977 | 1979 |

| 1980-1981 | 1981-1985 | 1986-1988 | 1989 | 1989-1990 | 1990-1991 | 1992 | 1993 | 1994-1995 |

| 1996 | 1997 | 1998-2000 | 2001 | 2002-03 | 2003-2005 | 2006-2008 | 2008-2009 | 2009-2010 |

| 2010-2011 | 2012 | 2013 | 2014 | 2015 | 2016-2017 | 2017-2018 | 2018 | 2019 |

| 2020-21 | 2021-22 | 2023 | 2024 |

## Suplente
Camiseta roja con detalles blancos y azules, pantalón rojo y medias rojas.
| 1946 | 1948 | 1949 | 1951 | 1953-54 | 1953-54 | 1958-62 | 1964 | 1965-1968 |

| 1967 | 1968-1969 | 1970 | 1972-1974 | 1979-1980 | 1981-1983 | 1984-1988 | 1988 | 1989 |

| 1989-1990 | 1990-1991 | 1991 | 1992 | 1992-1993 | 1993-1994 | 1995 | 1996 | 1997 |

| 1998-2000 | 2001 | 2001 | 2002-2005 | 2006-2008 | 2008-2009 | 2009-2010 | 2010-2011 | 2012 |

| 2013 | 2014 | 2015 | 2016 | 2017-2018 | 2019 | 2020-21 | 2021-22 | 2023 |

| 2024 |

## Tercer uniforme
- 1965-1966-1967: el tercer uniforme fue utilizado en los torneos de 1965, 1966 y 1967. La camiseta consiste en rayas blancas y celestes (en la época se hacía la similitud con las del Racing Club de Paris). Los shorts variaron entre negro y azul; y las medias variaron entre negras y grises.
- 1983: el tercer uniforme fue usado en el Copa Polla Gol 1983 y constaba de camiseta añil, pantalón azul y medias blancas.
- 1984: el tercer uniforme fue usado en el Torneo Nacional de 1984 y constaba de camiseta, pantalón y medias azules.
- 1998: usado en la Copa Ciudad Viña del Mar 1998 y la Copa Mercosur 1998, esta indumentaria constaba de camiseta azul con cuadros blancos, pantalón blanco y medias azules.
- 2011: utilizado en la Copa Sudamericana 2011, el uniforme constaba de una camiseta celeste con una cruz blanca inclinada para la derecha, pantalón y medias blancas.
- 2012: durante el segundo semestre del año 2012 se estrenó un nuevo tercer uniforme, de color gris con una cruz azul en el pecho, creado para la Copa Sudamericana 2012 y la Copa Chile 2012-13. Simboliza las armaduras usadas por los cruzados de la Edad Media, aludiendo así al nombre de la hinchada.
- 2013: en el segundo semestre del año 2013 se estrenó un tercer uniforme que será usado para la Copa Chile 2013-14 y la Copa Sudamericana 2013.
- 2014: consistente en camiseta negra con la franja y pantalón celeste, más medias negras. Esta camiseta fue elegida por los hinchas a través de votación popular.[7]
- 2015: estrenada en agosto, en la Copa Sudamericana, la indumentaria cuenta con camiseta roja carmesí, y pantalones y medias azules oscuras.
- 2016: estrenada en julio, en la Copa Chile, la indumentaria cuenta con camiseta a rayas horizontales azul y blanco, con pantalones blancos y medias azules.
- 2019: estrenada el 7 de junio a través de redes sociales, en un video junto a 12 hinchas que tienen el mismo apellido que los jugadores. Fue estrenada en cancha al día siguiente, en la Copa Chile frente a Deportes La Serena. La camiseta es de color azul con franja blanca y una línea roja en la parte inferior, short blanco y medias azules con la parte superior blanca y una línea roja en la parte inferior.[8]

| 1965-1967 | 1983 | 1984 | 1998 | 2011 | 2012 | 2013 | 2014 | 2015 |

| 2016-2017 | 2018 | 2019 | 2020-21 | 2023 | 2024 |

## Conmemorativos
- 2012: en abril de ese año fue estrenado un uniforme en conmemoración al 75.º aniversario del Club Deportivo Universidad Católica. Este era similar al utilizado en la época en que se fundó el club, 1937: camiseta blanca acompañada por una franja celeste, pantalón azul claro y medias azules oscuras. En la camiseta, el interior del cuello tiene un cuadro con un texto que relata una resumida historia del equipo de fútbol. En la parte posterior, tiene grabados en relieve todos los años en que el equipo se coronó campeón e impresa la leyenda: «Club Deportivo Universidad Católica 1937-2012».
- 2017: estrenada en abril, para la conmemoración del 80.º aniversario del Club Deportivo Universidad Católica. La indumentaria cuenta con camiseta con franja azul, con pantalones azules y medias azules. La parte exterior del cuello tiene estampada la fecha de fundación de club: «21 abril 1937» y el escudo hace homenaje al que se utilizaba en los años 20, la época amateur. Solo fue utilizada en el mes de abril.[9]

| 2012 | 2017 |

## Especiales
- 2018: estrenada en octubre, para apoyo en la concientización de la prevención y cura del cáncer mamario, consistió en una camiseta blanca con la franja de color rosado, pantalones y medias blancas. En años anteriores se hicieron varias camisetas con el mismo fin, pero recién este año se ocupó en cancha. Solo se usó en el partido contra Universidad de Concepción del 20 de octubre.[10]
- 2021: también creada para la campaña de cáncer mamario de ese año, consistió en una camiseta rosada con líneas finas blancas, pantalones blancos y medias rosadas. Se usó en los partidos del mes de octubre de ese año.[11]

| 2018 | 2021 |

## Indumentaria y patrocinadores
Las siguientes tablas detallan la cronología de las marcas de las indumentarias y los patrocinadores de Universidad Católica.
Las divisiones inferiores y femeninas del club fueron auspiciadas de manera excepcional por la marca japonesa Sony, desde 2013 hasta 2014. Desde 2015 son auspiciadas por DirecTV, al igual que el primer equipo. En agosto de 2015 se informa que la marca Donnasept auspiciará el pantalón del fútbol femenino.
| Período   | Logo | Proveedor    |
| --------- | ---- | ------------ |
| 1978-1980 |      | New Leader   |
| 1981      |      | Haddad       |
| 1981-1989 |      | Adidas       |
| 1989-1991 |      | Puma         |
| 1992-1995 |      | Diadora      |
| 1996-1997 |      | Lotto        |
| 1998-2001 |      | Reebok       |
| 2002-2008 |      | Nike         |
| 2008-2014 |      | Puma         |
| 2015-2018 |      | Umbro        |
| 2019-2023 |      | Under Armour |
| 2024-     |      | Puma         |

| Período   | Patrocinador      |
| --------- | ----------------- |
| 1976      | Financiera Cash   |
| 1978-1981 | Sin patrocinador  |
| 1981-1982 | AFP San Cristóbal |
| 1986-1989 | Pan Am            |
| 1990-1991 | Ladeco            |
| 1992-1996 | Samsung           |
| 1997-1999 | Parmalat          |
| 2000-2002 | BankBoston        |
| 2003-2011 | Cristal           |
| 2012-2019 | DirecTV           |
| 2020-     | BICE              |

| Período       | Patrocinador                     |
| ------------- | -------------------------------- |
| 2012-presente | Sodimac (Pantalón)               |
| 2013-2014     | Casillero del Diablo (Medias)    |
| 2013-2019     | Stoli (Mangas y Pantalón)        |
| 2016-2017     | Neurobionta Comprimidos (Medias) |
| 2017-presente | Chery (Dorsal)                   |
| 2020-2022     | Philips (Dorsal)                 |
| 2020-2021     | Movistar (Manga)                 |
| 2021-presente | Fortinet (Medias)                |
| 2022          | Midea (Manga)                    |
| 2023-Presente | 1XBet (Manga)                    |
| 2024-presente | Samsung (Dorsal)                 |